# 松库尔
松库尔（法語：Soncourt，法語發音：[sɔ̃kuʁ] ⓘ）是法国大東部大區孚日省的一个市镇，属于讷沙托区。

## 地理
松库尔（48°23'36"N, 5°54'33"E）面积3.91 平方千米，位于法国大東部大區孚日省，该省份为法国东北部内陆省份，北起默兹省和默尔特-摩泽尔省，西接上马恩省，南至上索恩省和贝尔福地区省，东临上莱茵省和下莱茵省。
与松库尔接壤的市镇（或旧市镇、城区）包括：特拉蒙圣安德烈、阿乌兹、阿罗夫、普勒沃赞、兰维尔、维什雷。

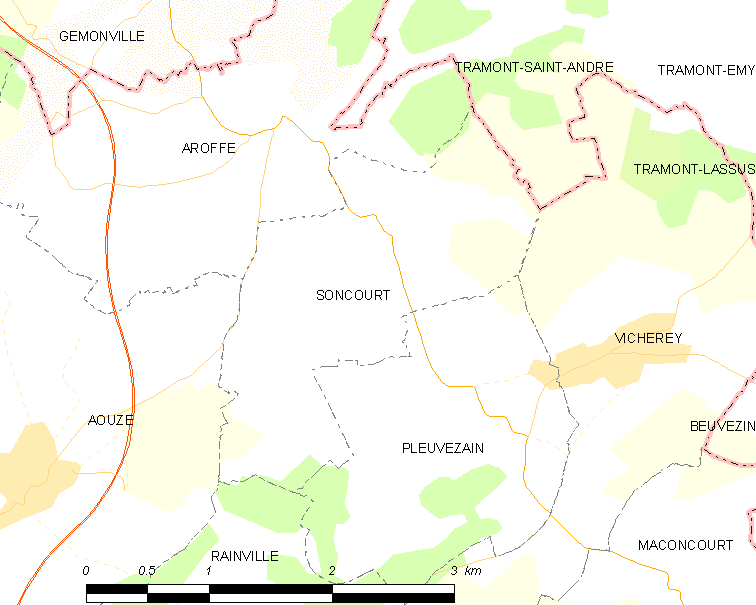
松库尔的OSM定位图

松库尔的时区为UTC+01:00、UTC+02:00（夏令时）。

## 行政
松库尔的邮政编码为88170，INSEE市镇编码为88459。

## 政治
松库尔所属的省级选区为米尔库尔县。

## 人口

1962-2008年间松库尔人口变化图示

松库尔于2022年1月1日时的人口数量为43人。